# Глухов, Виктор Владимирович
Ви́ктор Влади́мирович Глу́хов (5 июля 1953 — 7 августа 2020) — российский продюсер, вице-президент Гильдии продюсеров России, почётный кинематографист РФ, заслуженный работник культуры РФ (2006), основатель продюсерской компании «Слово» (1992). С 1993 года занимал должность вице-президента компании IMT (Italian Mosfilm Tecnica).

## Биография
Окончил экономический факультет ВГИК (1982).
В 1982—1989 годах работал в системе Госкино Министерства культуры РСФСР (заместитель начальника, начальник Контрольно-ревизионного Управления).
В 1989—1999 годах — директор творческого объединения «Слово» киностудии «Мосфильм».
В 1992 году основал ООО «Продюсерская компания „Слово“». С 1993 года — вице-президент компании IMT (Italian Mosfilm Tecnica) по прокату операторской и осветительной техники.
В 1999—2000 годах — заместитель Председателя Государственного комитета Российской Федерации по кинематографии.
В 2000—2001 годах — руководитель Департамента государственного регулирования и развития кинематографии Службы кинематографии Министерства культуры РФ.
С 2001 года — Генеральный директор ОАО «Российский кинопрокат».
Член правления Гильдии продюсеров России.
Почётный кинематографист Российской Федерации.
Заслуженный работник культуры Российской Федерации (2006).
Кандидат экономических наук.

### Смерть
07 августа 2020 года погиб в Крыму во время прогулки по «Тропе Голицына» в посёлке Новый Свет, сорвавшись со скалы в районе мыса Капчик. Травмы оказались несовместимыми с жизнью. Глухов приехал в Крым, чтобы пообщаться с молодыми кинематографистами, которые собрались на профильном форуме, проходящем рядом с Судаком.

## Фильмография
| Год  | Фильм                                  | Статус   | Статус   | Статус |
| Год  | Фильм                                  | Продюсер | Директор |        |
| ---- | -------------------------------------- | -------- | -------- | ------ |
| 1989 | Любовь с привилегиями                  |          | Да       |        |
| 1991 | Небеса обетованные                     | Да       | Да       |        |
| 1992 | Воспитание жестокости у женщин и собак | Да       |          |        |
| 1992 | Прогулка по эшафоту                    | Да       |          |        |
| 1993 | Личная жизнь королевы                  | Да       |          |        |
| 1993 | Золото                                 | Да       |          |        |
| 1993 | Предсказание ( Россия, Франция)        | Да       |          |        |
| 1993 | Про бизнесмена Фому                    | Да       |          |        |
| 1995 | Сын за отца ( Россия, Беларусь)        | Да       |          |        |
| 1995 | Одинокий игрок                         | Да       |          |        |
| 1995 | Любить по-русски                       | Да       |          |        |
| 1996 | Любить по-русски 2                     | Да       |          |        |
| 1998 | Классик                                | Да       | Да       |        |
| 1998 | Тесты для настоящих мужчин             | Да       |          |        |
| 1999 | Рейнджер из атомной зоны               | Да       |          |        |
| 1999 | Любить по-русски 3: Губернатор         | Да       |          |        |
| 2002 | В движении                             | Да       |          |        |
| 2002 | Дневник камикадзе                      | Да       |          |        |
| 2004 | Свои                                   | Да       |          |        |
| 2005 | 9 рота                                 | Да       |          |        |
| 2005 | Глазами волка                          | Да       |          |        |
| 2007 | Неваляшка                              | Да       | Да       |        |
| 2008 | Откуда берутся дети                    | Да       |          |        |
| 2009 | Артефакт                               | Да       |          |        |
| 2010 | Луч смерти                             | Да       | Да       |        |
| 2010 | Зона милосердия                        | Да       |          |        |
| 2011 | Белый песок                            | Да       |          |        |
| 2014 | Неваляшка 2                            | Да       | Да       |        |
| 2016 | Креститель                             | Да       | Да       |        |
| 2018 | Смотри мою любовь                      | Да       | Да       |        |